# 重量
在科学與工程学上，物體的重量指的通常是重力作用在它身上的力。重量是向量，它的量（純量）一般用斜體 {\displaystyle W} 表示。重量是質量 {\displaystyle m} 和當地重力加速度 {\displaystyle g} 的乘積，即為：{\displaystyle W=mg}。重力的计量单位和力一樣，也就是国际单位制（SI）的「牛頓」。舉例而言，一件質量為一公斤的物體在地球表面重9.8牛頓，而在月球上則重9.8牛頓的六分之一。根據這個定義，若要一個物體沒有重量，原則上只有無限遠離所有其他具有質量的物體才可能發生。雖然科學上重量和質量是不同的量，日常生活中常會將兩者混用。例如轉換或比較以磅力為單位的力和以公斤為單位的質量，反之亦然。
牛頓物理學和工程學也有個傳統：視一物體的重量為其秤起來的重量。這裡的重量是施在一物上的反作用力。一般而言，測量物體的重量時，物體會被放置在相對於地球處於靜止狀態的秤上，而這個定義也能延伸到其他的運動狀態。因此，自由落體的物體重量為零。這第二種重量的定義，允許地面上的物體處於失重狀態。若忽略空氣阻力，艾薩克牛頓那顆著名的蘋果從樹上掉下來接觸地面之前是沒有重量的。
另外，根據相对论，重力是时空彎曲的結果。教學界已經為「如何向學生定義重量」爭論超過半世紀。目前的情況是多種概念並存，視情況使用不同概念。

## 歷史

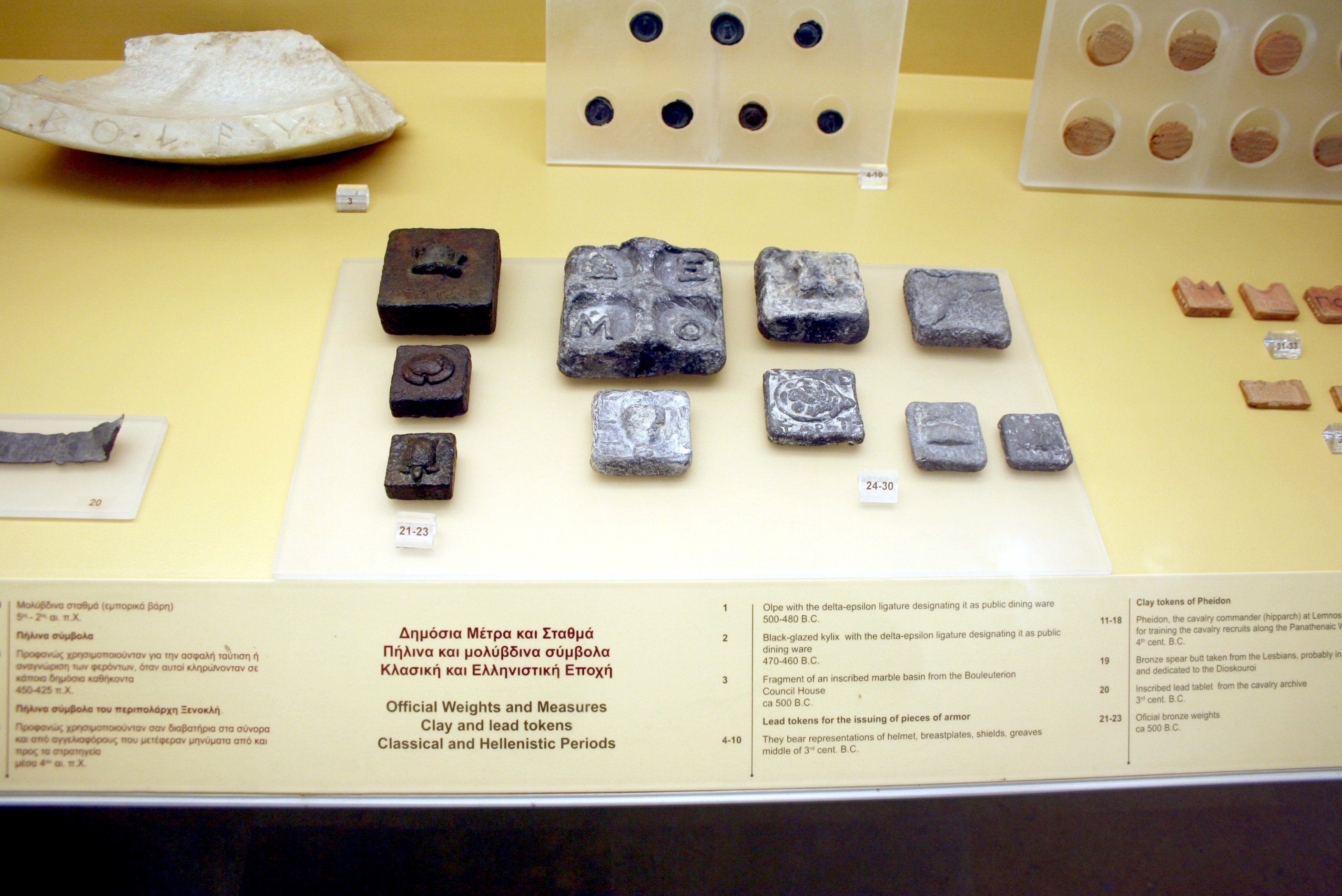
公元前六世紀前後的古希腊官方青銅器（標示重量用），展示於雅典的古代亞哥拉博物館。

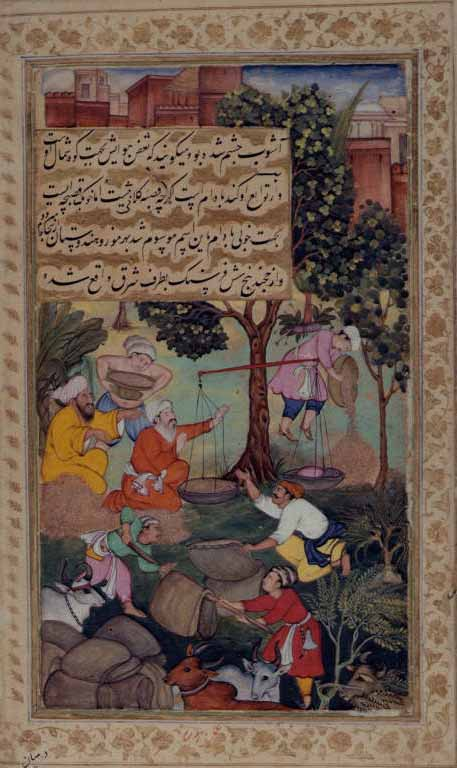
巴布爾回憶錄中，描繪將穀類秤重的場景。

有關「輕」、「重」概念的討論可以追溯至古希臘的哲學家。輕重曾被視為物體內在的性質。柏拉图將重量描述為物體尋找同類的自然傾向。對亞里斯多德而言，輕重則代表恢復基本元素（空氣、土、火、水）的自然秩序的傾向。他將「重」歸因於土，而「輕」歸因於火。阿基米德將重量視為與浮力相反的量，因為這兩者決定了物體會浮起來或沉下去。而欧几里得給出了重量的第一個操作定義：重量是一物和他物相比的輕重，可用天秤測量。比起操作定義，用秤測量重量的歷史自有文字記載就開始了。
根據亞里斯多德，重量是物體墜落的直接原因，其墜落速率應與重量成正比。後來，中世紀學者發現物體墜落的速率隨時間增加。為了維持這種因果關係，重量的概念被修改，分成兩部分：靜止的重量（still weight）和因重力導致的重量（actual gravity）。前者為物體的本質，後者反應了墜落速率增加的原因。「重力導致的重量」這概念之後被让·布里丹的「衝力」取代。其中衝力為动量的前身。
哥白尼世界觀的興起重振了「同類相吸」的想法（柏拉圖），以解釋天體間的互相吸引。17世紀，伽利略在重量的觀念上取得重大進展。他提出一種測量方法，來衡量運動中的物體和靜止物體的重量差異。最終，他認爲物體的重量與物質的量成正比，而非速率（亞里斯多德）。

### 牛頓
牛頓運動定律和萬有引力定律的引入，進一步發展了重量的概念。重量和质量（物質的量）被區分開來。質量被認為是物體的基本性質，與其慣性相關；而重量則是重力作用於物體的結果，與物體的情況有關。特別的是，牛頓認為重量是相對的，是一對物體間的性質。例如，他曾寫道：「行星們『對太陽的重量』必須是它們物質的量」。牛頓對重量的操作定義為：它與阻礙物體下降的力相反、值相等。
牛頓認為時間和空間是絕對的，這讓他有「真實的」（ture，對應於 ，「相對的」）位置或真實的速度這類的概念。他也知道秤量的重量會受浮力等環境因素影響，因此引入了「視重」（apparent weight）這個詞來表達因不完善測量條件造成的假重量，以區隔由重力定義的「真實重量」。這裡的視重和現代的不太一樣，現代的視重通常與慣性力有關，例如用來解釋地理上緯度和離心力的關係。

### 相對論
20世紀，牛頓的絕對時空觀受到相對論的挑戰。愛因斯坦的等效原理認為不同參考系的觀察者是平等的，這會使得觀察者無法區分自己是處在加速中的參考系或是重力場之中，進而促使「重力」的概念與「重量」分離。至此，重量這個概念在科學上的歷史可視為終結了。不過在日常生活和物理教學上，重量的概念依然有用。相對論的引入，使教學界自1960年代以來對「如何向學生定義重量」進行了相當多辯論。教師們可以選擇使用「因重力引起的力」（名義定義）或是「秤重」這個行為（操作定義）來定義重量。

## 定義

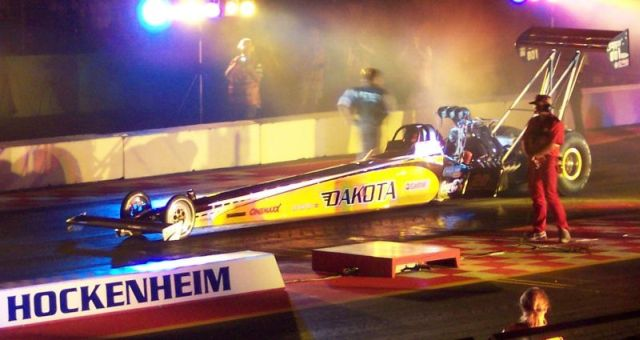
這輛火箭車能在0.86秒內從0加速到每小時160公里，水平加速度達5.3。結合車輛靜止時垂直向下的重力，由勾股定理可知，G力將達5.4。若使用操作定義，G力將改變駕駛的重量；如果使用重力定義，駕駛的重量則不因車輛移動而改變。

「重量」有數種不同的定義，互相不見得等價。

### 重力定義
重量最常見的定義為「重力作用在物體上的力」，可在入門等級的物理教科書中找到。公式通常可表達為{\displaystyle W=mg}，其中{\displaystyle W}為重量，{\displaystyle m}為物體質量，{\displaystyle g}為重力加速度。
1901年，第三屆國際度量衡大會（CGPM）確立了他們正式的重量定義：
"The word weight denotes a quantity of the same nature as a force: the weight of a body is the product of its mass and the acceleration due to gravity."

 — Resolution 2 of the 3rd General Conference on Weights and Measures
這項決議將重量定義為向量（由於力是向量）。然而，一些教科書使用了下列定義，將重量當成純量：
"The weight W of a body is equal to the magnitude Fg of the gravitational force on the body."
不同地點的重力加速度不一樣。有時會直接使用標準重力提供的標準值{\displaystyle 9.80665{\text{ m/s}}^{2}}。
量值等於{\displaystyle mg}牛頓的力也會寫為 （ 的縮寫）。

### 操作定義
重量的操作定義為「秤重」物體得到的重量，也就是「支撐物體的力」。

### ISO定義
在國際標準化組織ISO 80000-4(2006)標準中，有描述力學中的基本物理量及單位，其中重量定義為：

Definition
{\displaystyle F_{g}=mg\,},
where m is mass and g is local acceleration of free fall.
Remarks
- When the reference frame is Earth, this quantity comprises not only the local gravitational force, but also the local centrifugal force due to the rotation of the Earth, a force which varies with latitude.
- The effect of atmospheric buoyancy is excluded in the weight.
- In common parlance, the name "weight" continues to be used where "mass" is meant, but this practice is deprecated.

 — ISO 80000-4 (2006)
上述的定義和選擇的参考系有關。若選擇的参考系是和該物體一起運動的，則上述定義和操作定義完全相同。若選擇的參考系是地球表面，則ISO定義的重量和依重力定義的重量差異只有因為地球自轉而產生的離心效應。

### 視重
在真實世界中，重量所產生的影響會和定義的理想值有些差異，重量所產生的影響會稱為視重。例如若讓物體在流体中，其排開的流體會對物體產生往上的浮力，因此此時的稱重會比較輕。若是物體懸浮或是有其他機械懸吊支撐重量，也會有類似效果。若使用重量的重力定義，利用加速方式量測的重量也常稱為是視重。

## 質量

質量為的物體靜置在桌面，其對應的隔離體圖可以看出作用在其上的力。其中桌面給物體往上的力（圖中的N向量）等於物體往下的重量（重量為物體質量和重力加速度的乘積），因為二個力相等，此物體處於力学平衡狀態（所有作用在物體上的力及力矩均為零）

在科學的用語中，重量和质量是本質不同的物理量，质量是物质的本質屬性，而重量是一種力，是因為物體受到引力的結果，重量表示引力對物體所施加的力。不過在日常用語中，重量和質量常常會混。例如人們會說：「體重50公斤」，而公斤本身是質量單位，不是重量單位（公斤重才是重量單位）。
對於日常生活的使用，重量與質量的區別並不重要，因為在地球表面重力大小變化並不大。在一個均勻的重力場，施加某物體的重力大小正比於其質量。舉例來說，物體甲比物體乙重十倍，所以物體甲的質量也比物體乙大十倍。這表示一個物體的質量可以藉由測定其重量來間接決定，因此以一般日常生活的需求，以計重秤得出的重量來決定質量是完全可行的。類似的，計重秤藉由比較已知質量物體與待測物體的重量，來決定待測物體的質量。因為待測物體與已知質量物體處於相同位置，經曆相同重力，所以重力場的變化不會引響比較結果。
地球的重力場並非均勻不變，不同地點之差別可大至0.5%（參見地球引力）。這些變化會影響重量與質量間的關係，在以重量間接測定高精度質量時必須納入考量，像弹簧秤只能測量當地的重量，必須根據當地的標準重量樣品來校驗，才能用來做合法的商業用途。
下表列出地球表面不同地點的不同重力加速度（重量也會隨之改變）。
| 地點   | 緯度     | m/s2   |
| ------ | -------- | ------ |
| 赤道   | 0°       | 9.7803 |
| 悉尼   | 33°52′ S | 9.7968 |
| 阿伯丁 | 57°9′ N  | 9.8168 |
| 北极点 | 90° N    | 9.8322 |

在不同的重力場下，例如在月球表面，物體的重量會與在地球上時截然不同。月球表面的重力只有地球表面的六分之一，帶有一公斤質量的物體在月球上仍帶有一公斤質量，但受到的向下重力，也就是其重量只有在地球時的六分之一。所以六十公斤質量的人在月球上只有十公斤重。

### SI制單位
在現代科學研究中，物理量多採用SI單位，重量與力一樣，皆使用牛頓做為單位。
牛頓這個導出單位可被表為SI基本單位的組合，也就是kg·m/s2。在一般日常生活使用及商業用途，重量通常就是質量的意思，測重就代表測定質量。在這個狀況下，可使用SI單位公斤（{\displaystyle kg}）。

### 其他單位
在美制单位中，磅是質量的單位而磅力是力的單位。一些相關的單位有磅達（poundal）及斯勒格（slug）。磅達是力的單位，定義為使一磅質量產生1 ft/s2加速度的力，約對應1/32.2磅力。斯勒格是質量單位，定義為若施加一磅力的力，可以產生1 ft/s2加速度的質量，約對應磅。
千克力不是SI制的單位，定義為一千克物體在標準重力下所受的力，等於9.80665牛頓。达因（dyne） 是厘米-克-秒制下力的單位，也不是SI制的單位。

## 延伸閱讀
- 体重